# Campionati del mondo di atletica leggera indoor 2014 - 800 metri piani femminili
Le gare degli 800 metri piani femminili ai campionati del mondo di atletica leggera indoor 2014 si sono svolte il 7 ed il 9 giugno 2014, giorni in cui sono state disputate rispettivamente le batterie e la finale.

## Risultati

### Batterie

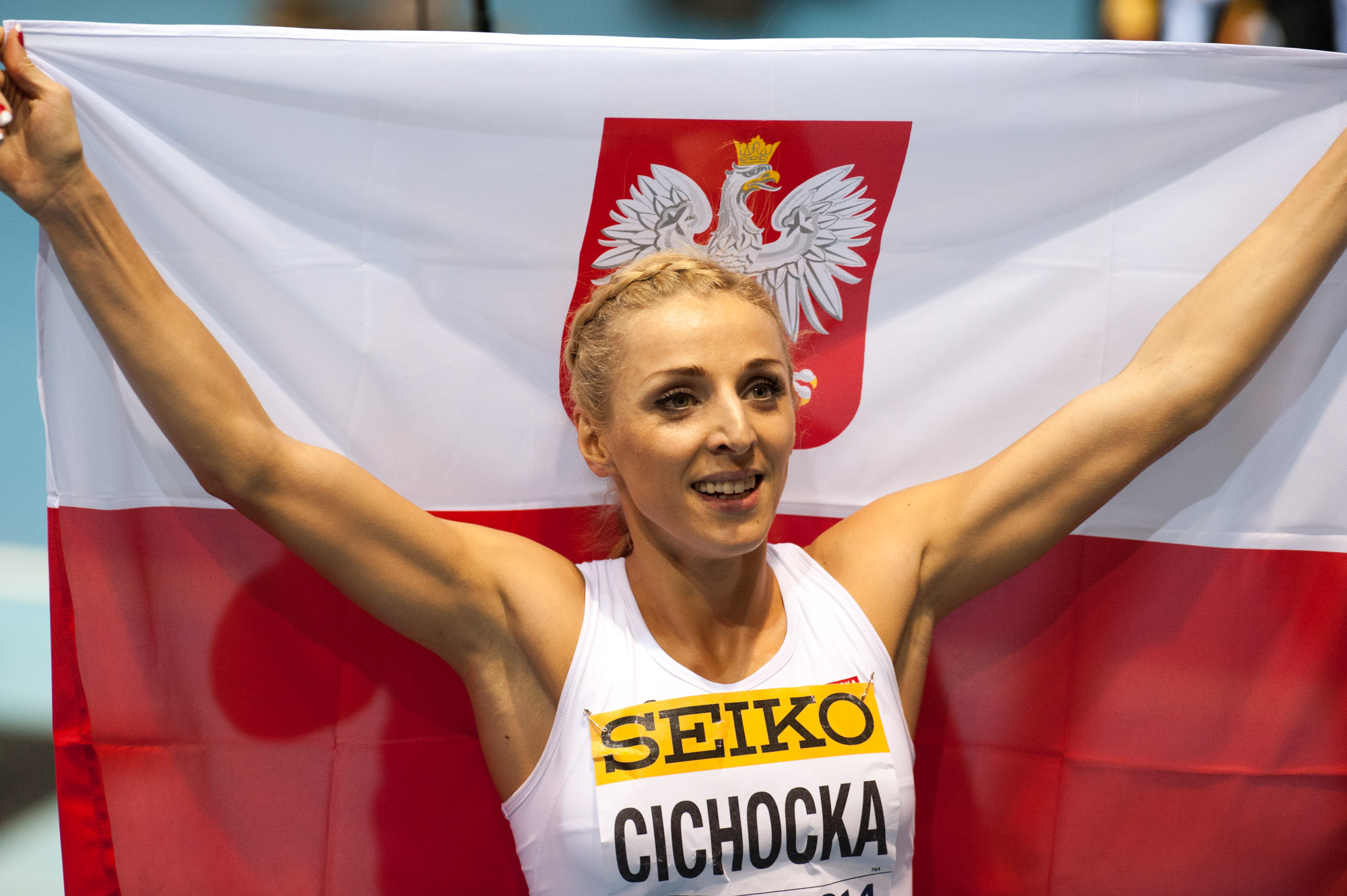
Angelika Cichocka

In finale vanno i vincitori di ogni batteria e i 3 migliori tempi.

#### Batteria 1
| Posizione | Corsia | Atleta              | Nazionalità   | Tempo   | Note                                     |
| --------- | ------ | ------------------- | ------------- | ------- | ---------------------------------------- |
| 1         | 5      | Angelika Cichocka   | Polonia       | 2'00"37 | Q                                        |
| 2         | 1      | Laura Muir          | Gran Bretagna | 2'02"55 |                                          |
| 3         | 6      | Olha Lyakhova       | Ucraina       | 2'02"71 | Miglior prestazione personale stagionale |
| 4         | 2      | Yekaterina Kupina   | Russia        | 2'03"17 |                                          |
| 5         | 3      | Roseanne Galligan   | Irlanda       | 2'03"30 |                                          |
|           | 4      | Aníta Hinriksdóttir | Islanda       | dq      | R163.3(b)                                |

#### Batteria 2
| Posizione | Corsia | Atleta            | Nazionalità | Tempo   | Note                          |
| --------- | ------ | ----------------- | ----------- | ------- | ----------------------------- |
| 1         | 5      | Maryna Arzamasava | Bielorussia | 2'01"15 | Q                             |
| 2         | 4      | Natoya Goule      | Giamaica    | 2'01"89 | Miglior prestazione personale |
| 3         | 3      | Ajee' Wilson      | Stati Uniti | 2'02"90 |                               |
| 4         | 1      | Stina Troest      | Danimarca   | 2'02"95 | Miglior prestazione personale |
| 5         | 6      | Malika Akkaoui    | Marocco     | 2'06"04 |                               |
|           | 2      | Nataliia Lupu     | Ucraina     | dq      | [ 3 ]                         |

#### Batteria 3
| Posizione | Corsia | Atleta         | Nazionalità | Tempo   | Note                                     |
| --------- | ------ | -------------- | ----------- | ------- | ---------------------------------------- |
| 1         | 6      | Selina Büchel  | Svizzera    | 2'00"93 | Q                                        |
| 2         | 4      | Chanelle Price | Stati Uniti | 2'01"05 | Q                                        |
| 3         | 3      | Lenka Masná    | Rep. Ceca   | 2'01"25 | Q                                        |
| 4         | 1      | Anna Shchagina | Russia      | 2'02"95 |                                          |
| 5         | 5      | Jenna Westaway | Canada      | 2'03"52 |                                          |
| 6         | 2      | Ciara Everard  | Irlanda     | 2'03"69 | Miglior prestazione personale stagionale |

### Finale

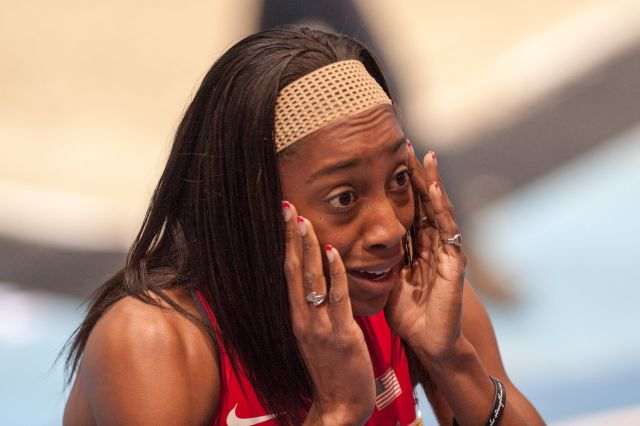
Chanelle Price

| Posizione | Corsia | Atleta            | Nazionalità | Tempo   | Note                                    |
| --------- | ------ | ----------------- | ----------- | ------- | --------------------------------------- |
| Oro       | 4      | Chanelle Price    | Stati Uniti | 2'00"09 | Miglior prestazione mondiale stagionale |
| Argento   | 3      | Angelika Cichocka | Polonia     | 2'00"45 |                                         |
| Bronzo    | 1      | Maryna Arzamasava | Bielorussia | 2'00"79 | Miglior prestazione personale           |
| 4         | 5      | Selina Büchel     | Svizzera    | 2'01"06 |                                         |
| 5         | 2      | Lenka Masná       | Rep. Ceca   | 2'02"46 |                                         |
|           | 6      | Nataliia Lupu     | Ucraina     | dq      | R40.1                                   |